# Zivert
Julija Dmitrievna Zivert, conosciuta come Zivert e nata Sytnik (in russo Юлия Дмитриевна Зиверт?; Mosca, 28 novembre 1990), è una cantante russa, nota soprattutto per Life, successo nell'Europa orientale contenuto nel primo album in studio Vinyl #1.

## Biografia
Prima di intraprendere la carriera musicale, e prima di concludere gli studi, Zivert ha iniziato a lavorare come assistente di volo solo fin quando ha percepito la pesantezza dell'attività stessa e di visitare gli stessi luoghi; per questa ragione ha deciso successivamente di cambiare mestiere.
Nel 2017 è entrata a far parte dell'etichetta Pervoe Muzykal'noe. La data di pubblicazione del primo brano musicale di Zivert risale al 1º aprile 2017, quando Čak viene presentato attraverso il proprio canale YouTube; il video musicale viene diffuso il 14 giugno. Il 15 settembre seguente Anestezija è stato pubblicato come singolo di debutto, per il quale viene realizzato un video di accompagnamento la cui divulgazione è avvenuta il 17 gennaio 2018.
Il 6 aprile 2018 è stato presentato il primo EP, Sijaj, dalla sonorità degli anni novanta, contenente 4 tracce; sia Eščë choču sia Zelënye volny vengono accompagnate da un video ciascuno rispettivamente il 5 giugno e il 24 ottobre del medesimo anno.
Life, singolo pubblicato il 30 novembre 2018 supportato da un video girato a Hong Kong, ha consacrato l'artista commercialmente; il brano è incluso nell'LP d'esordio Vinyl #1, uscito il 27 settembre 2019. Il disco, supportato da una tournée anche al di fuori della Federazione Russa, ha trovato enorme successo nei Paesi baltici, poiché ha totalizzato quasi due anni nella top 40 della graduatoria lituana, posizionandosi all'interno delle prime 30 posizioni anche in Estonia e Lettonia.
Il 14 febbraio 2020, giorno della festa di san Valentino, viene messo in commercio il singolo JATL, numero uno in Russia, in concomitanza con l'uscita del video diretto da Alan Badojev e Hanna Bohdan e girato a Los Angeles. Zivert è stata la donna più riprodotta dell'intero anno su Yandex Music. JATL assieme a Mnogotočija, Rokki, Del mar, Tebe e Cry hanno anticipato il secondo album Vinyl #2, reso disponibile l'8 ottobre 2021; il disco ha esordito nella top 20 della Albumų Top 100.

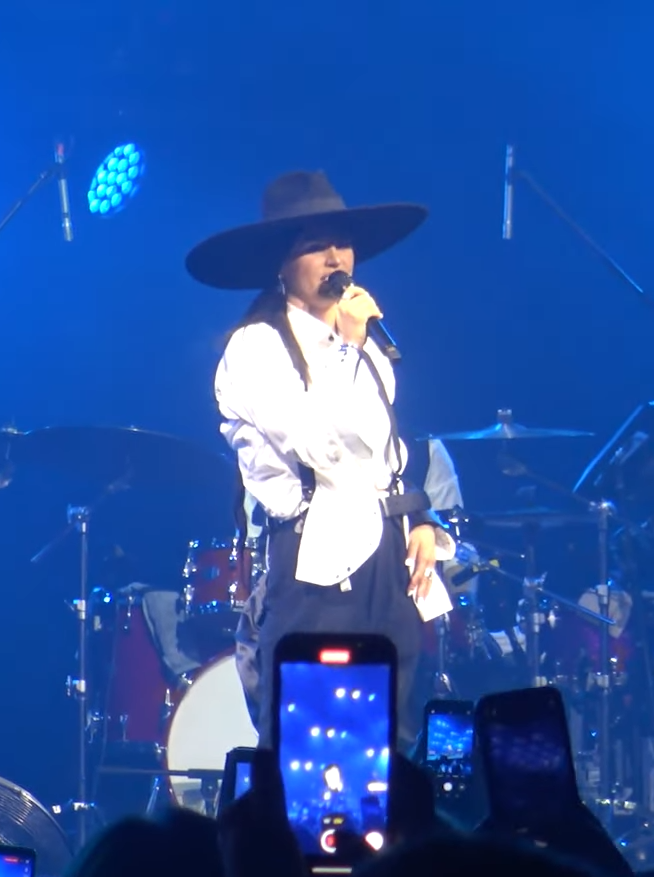
Zivert mentre si esibisce dal vivo alla Minsk Sports Palace, 19 maggio 2022

Nell'ottobre 2022 è avvenuta la première della docuserie Zivert. Do for Love, esclusivamente su Kion e MTS Live. Il 16 dicembre 2022 è uscito l'EP Zima, costituito principalmente da cover. Dopo una serie di singoli stand-alone, Zivert è ritornata sulle scene musicali col terzo LP V mire vesëlych, supportato dai singoli Beri i begi e Karma-killer.
Dal gennaio all'aprile 2024 ha ricoperto il ruolo di mentore alla dodicesima edizione di Golos, versione nazionale del talent The Voice e trasmessa da Pervyj kanal. È anche stato presentato un documentario che ripercorre la fase di produzione del suo ultimo disco e alcuni momenti della sua vita personale. Ha poi intrapreso una tournée autunnale, dopo una pausa dal lavoro legata all'instabilità delle sue condizioni fisiche. Sono anche uscite le hit radiofoniche Mutki ed Ėgoistka, quest'ultima la prima a raggiungere il podio in patria da Bestseller (2021), duetto con l'ucraino Maks Bars'kych.
Nell'aprile 2025 è stato diffuso Odin procent, che ha segnato la sua tredicesima entrata nella top 20 russa. È stata annunciata tra gli invitati del concerto di Basta presso lo stadio Lužniki svoltosi nel mese di giugno. A luglio, invece, ha tenuto un concerto tutto esaurito alla VTB Arena, intitolato Gde-to v retro e anteceduto dall'uscita di Gudbaj.

## Discografia
- 2019 – Vinyl #1
- 2021 – Vinyl #2
- 2023 – V mire vesëlych

## Filmografia

### Doppiaggio
- Porsha Crystal in Sing 2 - Sempre più forte (versione russa)

## Programmi televisivi
- Golos (2024) – Membro di giuria

## Riconoscimenti
- MTV Europe Music Awards
  - 2019 – Candidatura al Miglior artista di MTV Russia[38]

- Novoe Radio Awards
  - 2020 – Miglior artista femminile[39]
  - 2020 – Miglior singolo[39]
  - 2020 – Svolta dell'anno[39]
  - 2021 – Miglior artista femminile[40]
  - 2021 – Miglior collaborazione per Nebolej[40]
  - 2022 – Miglior artista femminile[41]
  - 2022 – Candidatura alla Miglior collaborazione per Bestseller[42]

- Premija Muz-TV
  - 2019 – Svolta dell'anno[43]
  - 2019 – Candidatura al Miglior album per Sijaj[44]
  - 2021 – Miglior artista femminile[45]
  - 2021 – Candidatura al Miglior video per Beverly Hills[46]
  - 2021 – Candidatura al Miglior video femminile per Beverly Hills[46]
  - 2021 – Candidatura alla Miglior canzone per Credo[46]
  - 2021 – Candidatura al Miglior album per Vinyl #1[46]
  - 2021 – Candidatura alla Miglior collaborazione per Nebolej[46]
  - 2024 – Candidatura alla Miglior artista femminile[47]
  - 2024 – Candidatura al Miglior album per V mire vesëlych[47]
  - 2024 – Candidatura al Miglior video per Beri i begi[47]
  - 2024 – Candidatura alla Miglior cover per Tvori dobro[47]
  - 2024 – Candidatura alla Miglior collaborazione per Zalipatel'no[47]
  - 2025 – Candidatura alla Miglior artista femminile[48]
  - 2025 – Candidatura alla Miglior cover per Liš' o tebe mečtaja[48]

- Premija RU.TV
  - 2019 – Miglior debutto[49]
  - 2019 – Scelta di Cosmopolitan[49]
  - 2021 – Miglior cantante femminile[50]
  - 2021 – Candidatura al Miglior duetto per Bestseller[51]
  - 2022 – Candidatura alla Miglior canzone per Cry[52]
  - 2022 – Candidatura alla Miglior cantante femminile[52]
  - 2022 – Candidatura alla Collaborazione dell'anno per Ėto byla ljubov'[52]
  - 2022 – Candidatura alla Zvezda tancpola[52]
  - 2022 – Candidatura al Fan ili profan[52]
  - 2022 – Miglior video musicale per Tri dnja ljubvi[53]
  - 2022 – Premio speciale da Chit FM[53]
  - 2024 – Candidatura alla Miglior canzone per Beri i begi[54]
  - 2024 – Candidatura al Miglior video musicale per Beri i begi[54]
  - 2024 – Candidatura alla Miglior cantante femminile[54]
  - 2025 – Candidatura alla Miglior cantante femminile[55]
  - 2025 – Candidatura alla Miglior canzone per Ėgoistka[55]
  - 2025 – Candidatura al Miglior video musicale per Ėgoistka[55]

- Rossijskaja nacional'naja muzykal'naja premija Viktorija
  - 2019 – Miglior interprete pop femminile per Life[56]
  - 2019 – Candidatura alla Hit dance dell'anno per Beverly Hills[56]
  - 2019 – Canzone dell'anno per Life[56]
  - 2019 – Scoperta dell'anno[56]
  - 2020 – Candidatura alla Miglior interprete pop femminile per JATL[57]
  - 2020 – Candidatura al Miglior video musicale per Nebolej[57]
  - 2020 – Candidatura alla Canzone dell'anno per Nebolej[57]
  - 2021 – Candidatura alla Cantante femminile dell'anno per Mnogotočija[58]
  - 2021 – Hit dance dell'anno per Rokki[59]
  - 2021 – Candidatura al Video musicale dell'anno per Bestseller[58]
  - 2021 – Candidatura al Video musicale dell'anno per Mnogotočija[58]
  - 2022 – Candidatura al Video musicale dell'anno per Wake Up![60]

- Tophit Music Awards
  - 2021 – Miglior artista solista[61]

- YUNA
  - 2022 – Candidatura alla Miglior canzone cantata in un'altra lingua per Bestseller[62]
  - 2022 – Candidatura al Miglior video musicale per Bestseller[62]
  - 2022 – Candidatura alla Miglior collaborazione per Bestseller[62]

- Žara Music Awards
  - 2020 – Artista femminile dell'anno[63]
  - 2020 – Svjaz' pokolenij per Life[63]
  - 2021 – Artista dell'anno[64]
  - 2021 – Canzone dell'anno per JATL[64]
  - 2021 – Candidatura all'Artista femminile dell'anno[65]
  - 2021 – Candidatura alla Collaborazione dell'anno per Nebolej[65]
  - 2021 – Candidatura al Video femminile per Mnogotočija[65]
  - 2022 – Album dell'anno per Vinyl #2[66]
  - 2022 – Vne vremeni per Ėto byla ljubov'[66]
  - 2023 – Trendsetter[67]

- Zolotoj grammofon
  - 2020 – Credo[68]